# ジョードプル
ジョードプル（英語: Jodhpur, ヒンディー語: जोधपुर, /d͡ʒoːd̪ʱ.pʊɾ/）は、インドのラージャスターン州の都市。州内で2番目に大きい都市で、人口は約127万人（2014年）。公用語はマールワーリー語、ヒンディー語。
旧市街の家屋の壁が青く塗られている事から、愛称「ブルーシティー」と呼ばれ、観光名所になっている（街の多くの建物が青く染められている例としては、他にモロッコのシャウエンがある）。一年中、晴れた天気が多いためサンシティーとも呼ばれている。

## 歴史

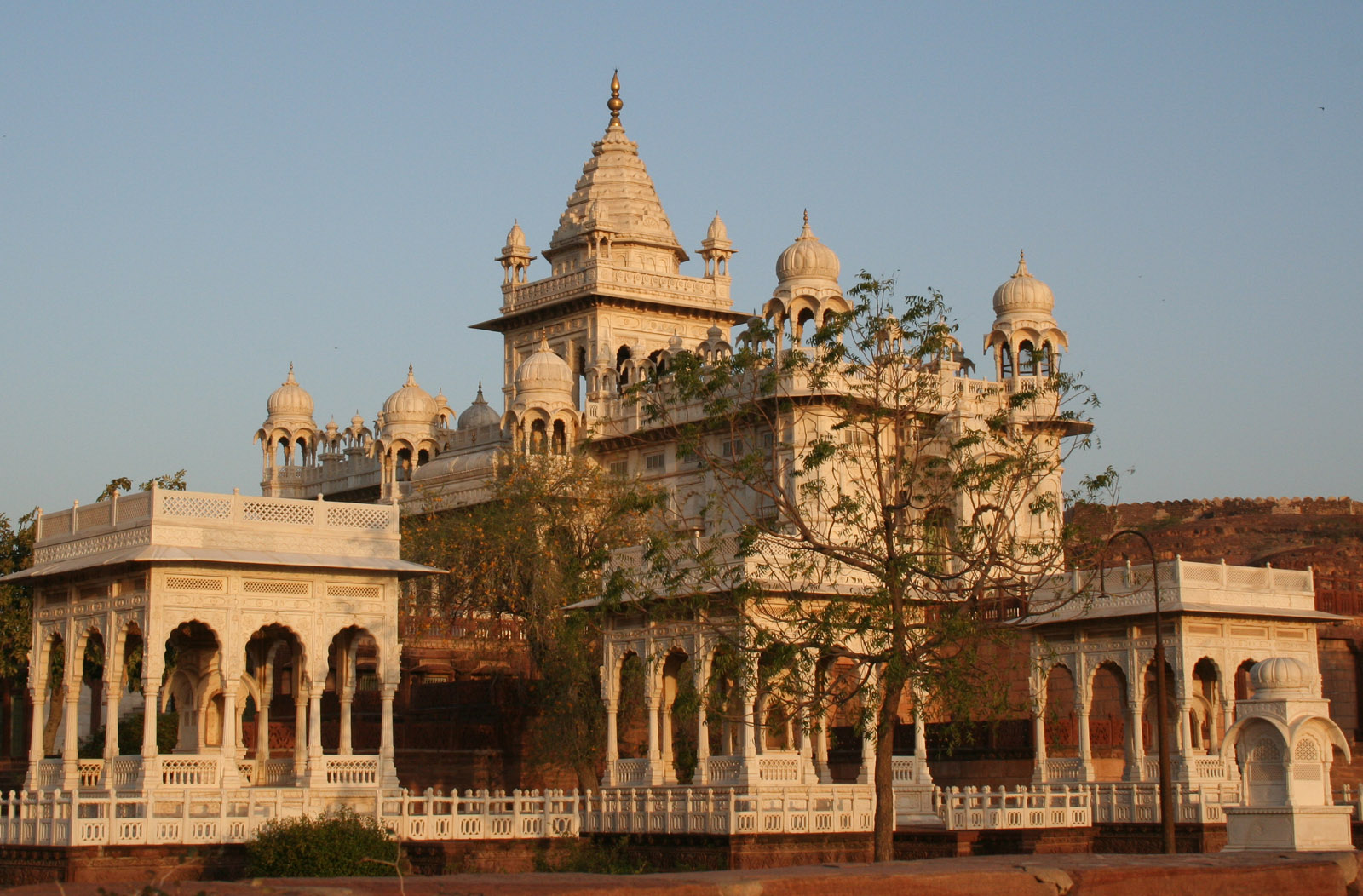
ジャスワント・タダー。ジャスワント・シング2世の霊廟。

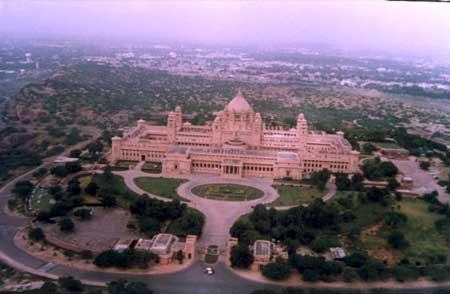
ウマイド バワン 宮殿。マハーラージャの王宮を改装したホテルで世界最大の私邸とも言われる。現在も元マハーラージャだったガジ・シングが所有している。

1459年、マールワール王国のラートール家（ラージプートの一氏族）のラーオ・ジョーダー王が、マルワール王国の首都として遷都し創立。長さが約10kmもの城壁に囲まれている城郭都市である。城壁の上には宮殿が構える。ジョードプルの名はジョーダー王にちなんだもので、ジョーダーの町を意味する。隊商交易の要地として栄えた。
旧市街の家屋の壁が青く塗られ始めた時期は不明だが、蚊やシロアリといった害虫を防ぐほか、屋内の気温を上がりにくくする効果があるという（「#地理」の写真も参照）。
ムガル帝国時代は帝国の従属下に置かれたが、自治権は認められた。その後、イギリス領インド帝国時代もマールワール王国は、ジョードプル藩王国として存続した。
ジョードプルを中心としたマールワール王国地域からマールワーリー商人がインドの諸都市に移住して商業や金融に活躍し、インド有数の商業集団に成長した。ビルラー財閥のビルラー家もマールワーリー商人の出身である。

## 地理

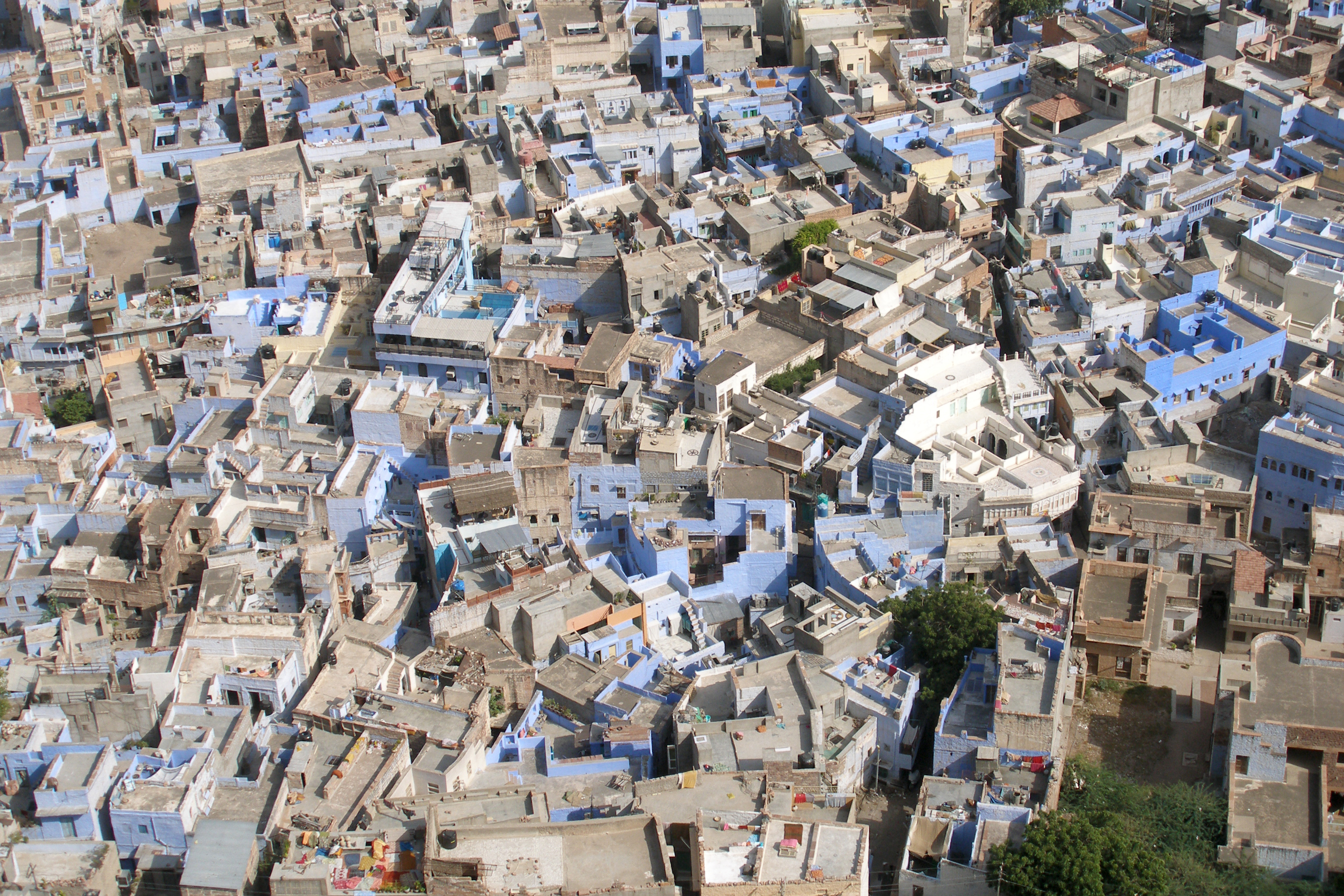
ブルーシティー。壁が青い理由は、害虫駆除のために化学塗料を塗ったところ青色に変色してしまったため。もとはライム色の壁である。

ジョードプルは、タール砂漠入口の街であり、西および北はタール砂漠を含み，南西は大カッチ湿地に接する。南西部を流れるルーニー川の河谷平野では灌漑により小麦や綿花を産する。綿および毛織物、化学工業などの工場が立地する。

## 気候
ケッペンの気候区分における気候区の砂漠気候にあたる。3月から10月までの期間を通じて最高気温が40度以上であり、特に5月は最高気温が50度を超える。
| ジョードプルの気候     | ジョードプルの気候 | ジョードプルの気候 | ジョードプルの気候 | ジョードプルの気候 | ジョードプルの気候 | ジョードプルの気候 | ジョードプルの気候 | ジョードプルの気候 | ジョードプルの気候 | ジョードプルの気候 | ジョードプルの気候 | ジョードプルの気候 | ジョードプルの気候 |
| 月                     | 1月                | 2月                | 3月                | 4月                | 5月                | 6月                | 7月                | 8月                | 9月                | 10月               | 11月               | 12月               | 年                 |
| ---------------------- | ------------------ | ------------------ | ------------------ | ------------------ | ------------------ | ------------------ | ------------------ | ------------------ | ------------------ | ------------------ | ------------------ | ------------------ | ------------------ |
| 最高気温記録 °C （°F） | 33 (91)            | 36 (97)            | 42 (108)           | 45 (113)           | 54 (129)           | 48 (118)           | 43 (109)           | 42 (108)           | 42 (108)           | 42 (108)           | 38 (100)           | 35 (95)            | 54 (129)           |
| 平均最高気温 °C （°F） | 25 (77)            | 27.8 (82)          | 33.4 (92.1)        | 38.4 (101.1)       | 41.4 (106.5)       | 40.1 (104.2)       | 36 (97)            | 33.7 (92.7)        | 35 (95)            | 36 (97)            | 31.5 (88.7)        | 26.8 (80.2)        | 33.76 (92.79)      |
| 平均最低気温 °C （°F） | 9.6 (49.3)         | 11.8 (53.2)        | 17.2 (63)          | 22.7 (72.9)        | 26.8 (80.2)        | 28.2 (82.8)        | 26.8 (80.2)        | 25.3 (77.5)        | 24.1 (75.4)        | 19.9 (67.8)        | 14.5 (58.1)        | 10.8 (51.4)        | 19.81 (67.65)      |
| 最低気温記録 °C （°F） | 0 (32)             | 3 (37)             | 8 (46)             | 14 (57)            | 18 (64)            | 15 (59)            | 17 (63)            | 20 (68)            | 15 (59)            | 13 (55)            | 6 (43)             | 2 (36)             | 0 (32)             |
| 降水量 mm （inch）     | 2.0 (0.079)        | 4.3 (0.169)        | 3.8 (0.15)         | 5.5 (0.217)        | 8.1 (0.319)        | 31.7 (1.248)       | 101.7 (4.004)      | 99.3 (3.909)       | 47.4 (1.866)       | 5.5 (0.217)        | 4.2 (0.165)        | 1.3 (0.051)        | 314.8 (12.394)     |
| 出典：                 |                    |                    |                    |                    |                    |                    |                    |                    |                    |                    |                    |                    |                    |

## 交通
航空
- ジョードプル空港

鉄道
- ジョードプル駅

道路
- NH65
- NH112